# Fotofon
Fotofon ist ein deutsches Reggae-Label aus Köln, das 1981 im belgischen Verviers gegründet wurde. Die bekannteste Veröffentlichung ist Lee Perrys Dub-Net Philosophy.
Zusammen mit Mad Professor wurden die ersten deutschsprachigen Reggaeaufnahmen produziert. Zuerst erschien die LP Taugenixe: Reggae Ron auf dem Ariwa Label. Die Aufnahmen wurden teilweise später auf Fotofon wiederveröffentlicht unter dem Titel Porta Nigra.

## Veröffentlichungen
- Puls der Zeit Soul Rebels in a German Car (1993)
- Dub Crusaders Universal Spirit Warrior (1994)
- Lee Perry Dub-Net Philosophy (1994)
- Taugenixe Porta Nigra (1996)
- Iqulah Rasta Live (Live in Switzerland, Vol I & II, 1998)
- Munishi Nairobi River Road (2001)